# 16-os busz (Eger)
Az egri 16-os jelzésű autóbusz Lajosváros és Felnémet, Béke út között közlekedik. A viszonylatot a Volánbusz üzemelteti.

## Története
2022. január 1-jén a város buszhálózata jelentősen átalakult, ennek keretében új járat indult 16-os jelzéssel Lajosvárosból Felnémetre.

## Útvonala
| Felnémet, Béke út felé |
| --- |
| Lajosváros vá. – Mátyás király út – Sas utca – Kertész utca – Maklári út – Almagyar utca – Kossuth Lajos utca – Eszterházy tér – Törvényház utca – Barkóczy utca – Csiky Sándor utca – Széchenyi István utca – Malom utca – Malomárok utca – Olasz utca – Cifrakapu utca – II. Rákóczi Ferenc utca – Egri utca – Kovács Jakab utca – Felvégi utca – Pásztorvölgy utca – Béke utca – Felnémet, Béke út vá. |

## Megállóhelyei
Az átszállási kapcsolatok között a javarészt azonos útvonalon közlekedő 5A és 6-os busz nincs feltüntetve.
| 16 (Lajosváros → Felnémet, Béke út) |                                     |                                                                                              |
| Perc (↓)                            | Megállóhely                         | Megállóhelyet érintő járatok                                                                 |
| 0                                   | Lajosváros induló végállomás        |                                                                                              |
| 1                                   | Tompa utca                          | 3, 3A, 11, 12, 13, 14, 14E, 112, 113, 3410 Helyközi buszok Távolsági járatok                 |
| 3                                   | Aradi út                            | 3, 3A, 11, 12, 13, 14, 14E, 112, 113, 3410                                                   |
| 4                                   | Nagyváradi út                       | 3, 3A, 11, 12, 13, 14, 14E, 112, 113, 3410 Helyközi buszok Távolsági járatok                 |
| 5                                   | Galagonyás utca                     | 3, 3A, 11, 12, 13, 14, 14E, 112, 113, 3410                                                   |
| 6                                   | Sas út                              | 2, 2A, 3, 3A                                                                                 |
| 9                                   | Tihaméri malom                      | 2, 2A, 3, 3A, 4, 5, 3405, 3406 Helyközi buszok                                               |
| 10                                  | Homok utca                          | 2, 2A, 3, 3A, 4, 5, 3405, 3406 Helyközi buszok Távolsági járatok                             |
| 13                                  | Hadnagy utca                        | 2, 2A, 3, 3A, 4, 5, 3405, 3406 Helyközi buszok Távolsági járatok                             |
| 15                                  | Szarvas tér                         | 4, 5, 3405, 3406 Helyközi buszok                                                             |
| 17                                  | Egyetem                             | 4, 5, 3405, 3406 Helyközi buszok Távolsági járatok                                           |
| ∫                                   | Bazilika                            | 2, 2A, 4, 5, 7, 7A, 11, 12, 14, 14E, 112, 3405, 3406, 3410                                   |
| 18                                  | Autóbusz-állomás                    | 2, 2A, 4, 5, 7, 7A, 11, 12, 14, 14E, 112, 3405, 3406, 3410 Helyközi buszok Távolsági járatok |
| 20                                  | Dobó Gimnázium                      | 2, 2A, 5, 7, 7A, 11, 12, 14, 14E, 112, 3405, 3406 Távolsági járatok                          |
| 22                                  | Tűzoltó tér                         | 2, 2A, 5, 7, 7A, 11, 12, 14, 14E, 112, 3405, 3406                                            |
| 23                                  | Malom út                            | 5, 7, 7A, 12, 112, 3405, 3406 Helyközi buszok                                                |
| 24                                  | Hőközpont                           | 5, 12, 13, 112, 113, 3405, 3406                                                              |
| 26                                  | Tiba utca                           | 3, 3A, 5, 12, 13, 112, 113, 3405, 3406                                                       |
| 28                                  | Felsőváros                          | 3, 3A, 5, 12, 13, 112, 113, 3405, 3406                                                       |
| 29                                  | Nagylapos                           | 3, 4, 11, 14, 14E, 3405, 3410 Helyközi buszok Távolsági járatok                              |
| 30                                  | Felnémet, Egri út                   | 3, 4, 11, 14, 14E, 3405, 3410                                                                |
| 31                                  | Felnémet, felsőtárkányi elágazás    | 3, 4, 11, 14, 14E, 3405, 3410 Helyközi buszok Távolsági járatok                              |
| 32                                  | Alvégi utca                         | 3, 4, 11, 14                                                                                 |
| 33                                  | Felnémet, Kovács Jakab út           | 3, 4, 11, 14                                                                                 |
| 34                                  | Felnémet, Felvégi út                | 3, 4, 11, 14                                                                                 |
| 35                                  | Felnémet, Pásztorvölgyi lakótelep   | 3, 4, 11, 14                                                                                 |
| 36                                  | Felnémet, Béke út érkező végállomás | 3, 4, 11, 14                                                                                 |